# 拉夫瓦利 (北卡羅萊納州)
拉夫瓦利（英語：Love Valley）是一個位於美國北卡羅萊納州艾爾代爾縣的城鎮。

## 人口
根據2020年美國人口普查的數據，拉夫瓦利的面積為2.65平方千米，皆為陸地。當地共有人口154人，而人口密度為每平方千米58人。